# Richard Robinson
Richard Robinson, Ricky Robinson (ur. 3 stycznia 1971 w New Jersey) – amerykański koszykarz, występujący na pozycji skrzydłowego.

## Osiągnięcia
NCAA
- Uczestnik turnieju NCAA (1992)
- Lider konferencji Atlantic 10 w skuteczności rzutów z gry (1993)[1]

Drużynowe
- Finalista pucharu Polski (1996)
- Uczestnik rozgrywek pucharu Koracia (1997)

Indywidualne
- Uczestnik meczu gwiazd:
  - PLK (1996 – Poznań, 1996 – Sopot)[2]
  - Polska – gwiazdy PLK (1997)[3]